# Dominique Piéchaud
Pour les articles homonymes, voir Piéchaud.
Pour les autres membres de la famille, voir Famille Piéchaud.
Dominique Piéchaud né à Bordeaux le 15 mars 1922 et mort à Loudun le 29 septembre 2011 est un sculpteur et médailleur français.

## Biographie

### Jeunesse et formation
Dominique Piéchaud est né en 1922 dans la maison familiale de Bordeaux au 117, rue du Palais-Gallien. Son père, le docteur Ferdinand Piéchaud, professeur à la faculté de médecine de Bordeaux, est issu d'une vieille famille girondine originaire d'Abzac et à la tradition médicale fortement ancrée, proche des milieux artistiques et qui compte de nombreux collectionneurs d'art. Sa mère, Louise Moreau, est la fille d'un important négociant en vins proche lui aussi des milieux artistiques. Dominique est l'aîné d'une fratrie de sept enfants.
Durant son adolescence, il prend des cours à l'atelier du peintre et céramiste René Buthaud (1886-1986). Il entre à l'école des beaux-arts de Bordeaux au début de la Seconde Guerre mondiale, alors sous la direction du peintre et sculpteur François-Maurice Roganeau (1883-1973).
Envoyé en Allemagne pour le service du travail obligatoire, il travaille chez  le sculpteur Anton Nagel (1882-1957) à Trêves. Cet artiste était lui-même élève de Max Klinger lors de ses études à la Kunstakademie de Leipzig. Dominique Piéchaud devient alors son élève, succédant à Joseph Rivière avant lui.
Rentré à Bordeaux, il rejoint l'Atelier des Isopolystes, avec René Bouilly, Jean-Gérard Carrère et Hugues Maurin.
Boursier de la ville de Bordeaux, Dominique Piéchaud est pensionnaire de la Casa de Velázquez à Madrid de 1957 à 1958.
Dominique Piéchaud épouse en 1947 Maria-Theresia Nagel, fille du sculpteur allemand Anton Nagel. Leur fils unique, Stephan, naît à Bordeaux en 1950.

### Carrière artistique
À partir des années 1950, Dominique Piéchaud crée une collection d'art religieux et de bijouterie d'esprit néo-médiéval en bronze et émail. Ces objets sont fabriqués artisanalement à Bordeaux puis en Poitou-Charentes à partir des années 1960. En 1981, l'atelier s'appellera « Les Tailleurs d'images ». Après avoir été dirigé de 1987 à 2011 par son fils Stephan, il est repris par son petit-fils Louis-Guillaume Piéchaud, orfèvre en Charente.
Ses œuvres, bustes, maquettes, médailles et dessins, « restent très classiques, mais révèlent une main habile et une grande sensibilité ». Il expose régulièrement, principalement dans sa ville natale, à Bordeaux, notamment au Salon de mai.
Dominique Piéchaud et son épouse achètent en 1964 le château de Ranton (en), proche de Loudun. Ils sauvent de la ruine cette petite place forte de la guerre de Cent Ans. Passionnés de vieilles pierres, ils restaurent, épaulés par leur fils, plusieurs demeures, dont le château de Vermette dans les Deux-Sèvres,, le château de Tennessus dans le même département, ou encore l'abbaye Notre-Dame de Nanteuil à Nanteuil-en-Vallée.
Parallèlement, jusqu'au début des années 2000, Dominique Piéchaud a toujours continué à honorer des commandes de pièces uniques sur bois, sur pierre ou  bronze, principalement d'inspiration religieuse, sculptées, peintes ou gravées.[réf. nécessaire]
Dominique Piéchaud meurt le 29 septembre 2011 à Loudun.

## Œuvre

### Médailles
- Pape Pie XII, 1950.
- Doyen Jean-Louis Chelle, 1951.
- Docteur H. Blanchot, 1957.
- Professeur Ferdinand Piéchaud, 1958.
- Professeur André Lavignolle, 1966.
- Professeur Jean Despons, 1969.
- Professeur Pierre Le Coulant, 1971.
- Professeur Francis Tayeau.
- Bienheureux Alain de Solminihac, abbaye Notre-Dame de Chancelade.

### Sculpture
- Tabernacle de l'église Saint-Gervais et Saint-Protais de Moncoutant.
- Tabernacle de l'église Saint-Denis de Montmoreau.
- Mobilier liturgique de l'église Saint-Martin de Gensac-la-Pallue[12].
- Mobilier liturgique de l'église Saint-Vincent de Podensac[13].
- Tabernacle de l'église de Vergt.
- Autel de la chapelle du lycée Saint-Genès La Salle de Bordeaux.
- Crèche en bois et terre cuite polychrome, meilleur ouvrier de France, 1972, localisation inconnue.

### Dessin
- Bordeaux, musée des Beaux-Arts :
  - Détail d'un temple bouddhiste, 1958, encre et lavis sur papier[14] ;
  - Le Cours du Lanza Kiang : défilé de Hogg, plume et lavis d'encre de Chine sur papier[15].

## Salons
- Salon des indépendants.

## Distinctions
- Chevalier de l'ordre de Saint-Michel[16], par le prince Jacques-Henri de Bourbon.
- Meilleur ouvrier de France, 1972.